# Garegin Nyżdehi hraparak
Garegin Nyżdehi hraparak (orm. Գարեգին Նժդեհի Հրապարակ) – stacja metra w Erywaniu, oddana do użytku 4 stycznia 1987 roku. Stacja znajduje się pod Placem Garegina Nyżdeh.